# Teatro Maria Vitória
O Teatro Maria Vitória é um teatro português localizado no Parque Mayer, em Lisboa.
Muito popular, especialmente dedicado ao Teatro de Revista. Inaugurado em 1 de Julho de 1922, com a Revista Lua Nova, num recinto de feira localizado no centro de Lisboa, o Parque Mayer, foi o Teatro Maria Vitória o primeiro dos 4 Teatros ali criados, como foram os casos dos Teatros "Variedades", "Capitólio" e "ABC" e mais um ao ar livre, o "Pavilhão Português".
Em 2020, o Teatro Maria Vitória encontra-se em pleno funcionamento, mercê da dedicação e perseverança do seu actual empresário, Hélder Freire Costa (que comemora em 2014, 50 anos de Teatro), que o mantém aberto e sempre com espectáculos de revista de reconhecida qualidade, com artistas de grande mérito e excelentes autores, encenadores, compositores, coreógrafos, figurinistas e cenógrafos, além de muitos outros colaboradores.
De referir que este Teatro sofreu um violento incêndio, em 10 de Maio de 1986, que destruiu todo o seu edifício e recheio, incluindo todo o material da nova revista que estava em últimos ensaios e a poucos dias da estreia.
Por este motivo, a Empresa e toda a Companhia passaram para o Teatro Municipal Maria Matos, com o apoio e solidariedade do então Presidente da Câmara Municipal de Lisboa, Engº. Krus Abecassis, onde vieram a estrear uma nova revista no mês de Julho.
Mesmo perante o cenário degradado em que se encontrava este recinto, que já foi chamado a Broadway de Lisboa e após os diferentes êxitos que constantemente vai apresentando, continua a trazer milhares de pessoas, vindas de todo o País para assistir às suas revistas, de que se destacam as produções de Hélder Freire Costa, como Agarra que é honesto! 2009, Vai de em@il a pior!... 2010, Ora Vira € Troika o Passos! 2011 e Humor Com Humor Se Paga! 2012, que marcou a estreia nesta forma teatral de um jovem elenco, na maioria vinda das produções das TVs, numa verdadeira aposta no futuro.
Em 2013 estreou a revista Lisboa Amor Perfeito, com um elenco que marcou o regresso do actor Carlos Cunha ao Parque Mayer, a estreia como actriz da fadista Filipa Cardoso, depois substituída pela actriz consagrada, Vera Mónica, que regressou ao País, após largo tempo a residir no estrangeiro.
Em 2014, uma nova Revista subiu aos palcos do Teatro Maria Vitória, tendo o nome Tudo Isto é FaRdo!, marcada pela comemoração dos 50 anos de Teatro do empresário Hélder Freire Costa.
Em 2012 o Teatro Maria Vitória festejou os seus 90 anos de existência, como também, o recinto onde se insere, o popular Parque Mayer.
Pela sua longa existência e por tradicionalmente apresentar esta forma teatral, sempre com qualidade acima da média, é reconhecido como a catedral da revista.
Os maiores nomes da cena teatral, artistas plásticos, autores, compositores, encenadores e técnicos são os que desde sempre fazem parte da escolha, para os seus espectáculos, sempre apreciados pelo grande público.

## Maria Vitória
O seu nome é uma homenagem à actriz e fadista espanhola María Victoria Pajarrón López (Málaga, 13 de março de 1888 – São Sebastião da Pedreira, Lisboa, 30 de abril de 1915), filha do agricultor Francisco Pajarrón, natural de Valência, Espanha, e de María de Carmen López, natural de Málaga. Veio para Lisboa criança, juntamente com a mãe, não tendo completado a sua educação devido à rigidez do ensino do convento que frequentou. Morena e de olhos negros, começou por se dedicar à prostituição e, depois, começou a cantar o fado na boémia noturna lisboeta, granjeando popularidade entre o público, quer masculino, quer feminino. Estreou-se como atriz em 1908, no Casino de Santos, tendo também atuado no Salão Fantástico e na Rua do Condes. No teatro de revista, atuou em diversos papéis com a Companhia do Teatro Avenida, dirigida por Luís Galhardo. Maria Vitória morreu tuberculosa aos 27 anos e foi sepultada no Cemitério de Benfica.

## Peças apresentadas no Teatro Maria Vitória
| Ano(Estreia) | Peça                              | Elenco de atores (preferencialmente por ordem de cartaz) | Notas                             |
| ------------ | --------------------------------- | --- | --------------------------------- |
| 1922         | Lua Nova                          | Elisa Santos, Clara Baptista, Amélia Perry, Jorge Roldão, José David, Joaquim d'Oliveira, José Clímaco, Margarida Martins… |                                   |
| ...          |                                   | |                                   |
| 1949         | Esquimó Fresquinho!               | Laura Alves, Lily Moreno, Leónia Mendes, Ema de Oliveira, Carlos Leal, Santos Carvalho, Eugénio Salvador, Aura Ribeiro … |                                   |
| 1950         | Fogo de Vistas!                   | Hermínia Silva, Costinha, Carlos Leal, Manuel Santos Carvalho, Laura Alves, Deolinda Rodrigues… |                                   |
| 1950         | Fogueira de S. João!              | Fernanda Baptista, Soares Correia, Joaquim Prata, Maria Aurora, Olinda Dulce, Artur Peres, Fernando Isidro, António Sacramento, Olga França, Alda Pinto e Maria Mesquita. | Vinda do Teatro São João no Porto |
| 1950         | Cantiga da Rua                    | Alberto Ribeiro, Deolinda Rodrigues, Costinha, Manuel Santos Carvalho, Luísa Durão, Ema de Oliveira, Maria Olguim, Alberto Reis, Aida Baptista e Mário Santos. |                                   |
| 1950         | Disco Voador                      | Eunice Muñoz, Costinha, Manuel Santos Carvalho, Teresa Gomes, Eugénio Salvador, Maria Luísa, Luísa Durão, Ema de Oliveira, Aida Baptista, Elvira Preusser, Olinda Dulce, Aracelli Coral (atração espanhola), Zeca Fonseca, Júlia Gimenez, Ivone Branco e Reginaldo Duarte.                                                                                           |                                   |
| 1950         | Um Marido Solteiro?...            | Laura Alves, Manuel Santos Carvalho e Eugénio Salvador. |                                   |
| 1950         | Ninotchka                         | Maria Matos, Vasco Santana, Eunice Muñoz, Igrejas Caeiro, Maria Helena Matos, Alberto Ghira, Emílio Correia e Holbeche Bastos. |                                   |
| 1950         | O Padre Piedade                   | Vasco Santana, Eunice Muñoz, Hortense Luz, Igrejas Caeiro, Maria Helena Matos, Alberto Ghira, Constança Navarro, Mário Santos, Dinah Stichini, Emílio Correia, Cremilda de Oliveira, João Guerra, Mimi Muñoz, António Sarmento, Rosa Silvestre, Holbeche Bastos e Maria Alberta.                                                                                     | Reposição                         |
| 1950         | Mulheres do Norte                 | Fernanda Baptista, Maria Paula, Domingos Marques, Joaquim Prata, Soares Correia, Georgina Cordeiro, Miguel Orrico, Zita Trindade, Manuela Arriegas, António Sacramento, Reginaldo Duarte, Rosina Rego, Alda Pinto, Santos Rebelo, Alfredo Pereira e Carlos Coelho.                                                                                                   |                                   |
| 1951         | Parada da Alegria                 | Juanita Cuenca, Teresa Gomes, Eugénio Salvador, Carlos Leal, Joaquim Prata, (as estreantes:) Maria Amélia Marques e Mimi Gaspar… |                                   |
| 1951         | Sua Excelência o Bebé             | Vasco Santana, Maria Helena Matos, Elvira Velez, Alberto Ghira, Henrique Santana, Rosa Silvestre e Maria Alberta. |                                   |
| 1952         | Tudo Isto é Fado                  | Madalena Sotto, Octávio de Matos(Pai), Maria Cristina, José Viana, Maria Luísa, Fernanda Baptista, Carlos Leal, Pereira Saraiva, Celestino Ribeiro, Carlos Barros, Maria Teresa, Tany Belo, Deolinda de Abreu, José Amaro, Arlete Reina e Suzel. |                                   |
| 1952         | Milagre da Rua                    | Maria Lalande, Assis Pacheco, Constança Navarro, Fernanda Borsatti, Armando Cortez, Rogério Paulo, Suzana Prado e Carlos Wallenstein. |                                   |
| 1952         | A Hipócrita                       | Maria Lalande, Assis Pacheco, Josefina Silva, Constança Navarro, Fernanda Borsatti, Suzana Prado, Maria de Lourdes, António Sacramento, Rogério Paulo e José de Castro. |                                   |
| 1952         | Já Daqui Não Saio!                | Maria Lalande, Assis Pacheco… |                                   |
| 1953         | A Carta Anónima                   | Maria Lalande, Assis Pacheco, Josefina Silva, António Sacramento, Fernanda Borsatti, Rogério Paulo, Suzana Prado, Armando Cortez e José de Castro. |                                   |
| 1953         | Cantigas, Ó Rosa!                 | Eugénio Salvador, Canelina, Helga Liné, Teresa Gomes, Almeidinha, Humberto Madeira, Maria do Carmo, Juju Batista, Tony de Matos, Guida de Carlo, Nina Monteiro, Tina Maria, Rosinda Rosa, Maria Leonard, Reginaldo Duarte e Camilo de Oliveira. |                                   |
| 1953         | Saias Curtas                      | Eugénio Salvador, Salomé, Solange França (substituição), Teresa Gomes, Humberto Madeira, Max, Tony de Matos, Tomé de Barros Queirós (substituição), Maria do Carmo, Maria José da Guia, Emílio Correia, Camilo de Oliveira, Guida de Carlo, Nina Monteiro, Carmen de Almeida,Tina Maria, Rosinda Rosa, Lucinda Amaral, Sara de Abreu, Elisa Isabel e Celeste Filipe. |                                   |
| ...          |                                   | |                                   |
| 1962         | Põe-te a Pau!                     | Aida Baptista, Costinha, José Viana, Florbela Queiroz, Luísa Durão, Emílio Correia, Maria do Espírito Santo, Lucinda Amaral, Octávio Matos, Maria Vitória e Barroso Lopes, May Avril, Maria Helena, Alberto Graziano e Manuel Seia. |                                   |
| ...          |                                   | |                                   |
| 1964         | Todos ao Mesmo!                   | Camilo de Oliveira, Argentinita Velez (artista argentina), Fernanda Baptista, António Anjos, Manuela Maria, Fernando de Oliveira, Natalina José, Manuela Novais, Braga Santos, Linda Silva, Branca Amorim, Nina Flores, Janine Osório, Virgínia Silvestre e as atrações musicais: Artur Garcia e Francisco Egídio.                                                   |                                   |
| ...          |                                   | |                                   |
| 1965         | Sopa no Mel                       | Camilo de Oliveira, Florbela Queiroz, António Anjos, Mariema, Suzana Prado, Deolinda Rodrigues, Manuela Novais, Óscar Acúrcio, Hélder de Oliveira, Lia Gama e Ribeirinho, Io Appolloni, Sacha Alexander e Christina Martini. |                                   |
| ...          |                                   | |                                   |
| 1967         | Pão, Pão... Queijo, Queijo        | Eugénio Salvador, José Viana, Maria Dulce, Mariema, Max, Anita Guerreiro, Dora Leal, Vítor Mendes, Delfina Cruz, Júlia Alves, Tânia Mota, Maria Antónia e a cantora Arminda da Conceição. |                                   |
| ...          |                                   | |                                   |
| 1968         | Grande Poeta é o Zé!              | Eugénio Salvador, José Viana, Mariema, Max, Anita Guerreiro, Dora Leal, Vítor Mendes, Mariano Franco, Rosemary, Nina Flores, Tânia Mota, Sara Rafael e a atração internacional Brigitte St. John. |                                   |
| ...          |                                   | |                                   |
| 1974         | Até Parece Mentira!               | Eugénio Salvador, Florbela Queiroz, Henrique Santana, Linda Silva, Vítor Mendes, Júlio César, Vera Mónica (estreia em revista), Cidália Moreira (atração musical), Nela Duarte, Igor Sampaio, Aida Gouveia e Varela Silva (estreia em revista). |                                   |
| ...          |                                   | |                                   |
| 1983         | Quem me Acaba o Resto!?           | Florbela Queiroz, Henrique Santana, Natalina José, Carlos Cunha, Marina Mota... |                                   |
| ...          |                                   | |                                   |
| 1996         | Histórias da Puta da Vida Militar | António Montez, Igor Sampaio, Marco Horácio, Paulo Vasco, Ângelo Torres, Paula Soares e José Carlos Mascarenhas, Rita Valério, João Pedreiro e Suzy Palma. | Comédia Musical                   |
| 1997         | Ora Bolas Pró Parque              | Marina Mota, Carlos Cunha, Natalina José, Fernando Ferrão, Rosa Villa, Rui de Sá, Eva Cristina, Paulo Vasco, Paula Soares e Rosa Vieira. |                                   |
| 1998         | Aqui Há Muitos Gatos              | Maria da Fé, Artur Garcia, Maria João Sobral, Carla Andrino, Paulo Vasco, Fernando Santos, Filipa Gordo e Graça Rego. | Musical                           |
| 1999         | Ó Troilaré, Ó Troilará            | Maria João Abreu, José Raposo, Cristina Oliveira, Alice Pires, Fátima Severino, Paulo Vasco, Glória Cristal, Marlo José e António Rocha. |                                   |
| 1999         | Mulheres ao Poder                 | Simone de Oliveira, Maria João Abreu, José Raposo, Ricardo Carriço, Maria Henrique, André Maia, Cristina Oliveira, Lena Coelho, Sandra de Castro, Nelson Cabral, Andrea Pereira, Elena da Silva, Pedro Ferreira e Ivo Silva. | Comédia Musical                   |
| 2000         | Tem Palavra a Revista             | Maria João Abreu, José Raposo, Lena Coelho, Cristina Oliveira, Fátima Severino, Maria Armanda, Carlos Gonçalves, Mané Ribeiro, Heitor Lourenço, João Brás e Leonor Álcacer (substituição). |                                   |
| 2001         | Odisseia no Parque                | Fernando Mendes, Cristina Oliveira, Carlos Areia, Cristina Areia, Paulo Vasco, Joana Figueira, Filipa Gordo e Cidália Moreira. |                                   |
| 2002         | Lisboa Regressa ao Parque         | Noémia Costa, Carla Andrino, Diogo Morgado, Licínio França, Alice Pires, Paulo Vasco, Ricardo Castro, Joana França, Sofia Saragoça e Maya. |                                   |
| 2003         | Vá Para Fora… ou Vai Dentro!      | Noémia Costa, Diogo Morgado, Licínio França, Alice Pires, Paulo Vasco, Ricardo Castro, Odete Santos, Joana França, Melânia Gomes e Liliana Fernandes. |                                   |
| 2004         | Arre Potter Qu'é Demais!          | Carla Andrino, Heitor Lourenço, Alice Pires, Mané Ribeiro, Paulo Vasco, António Vaz Mendes, Isabel Amaro, Odete Santos, Raquel Tavares, Mónica Sintra, Melânia Gomes e Ricardo Monteiro. |                                   |
| 2005         | A Revista é Linda                 | Maria João Abreu, José Raposo, Octávio Matos, Fátima Severino, Alice Pires, Paulo Vasco, João Brás, Paula Sá, Melânia Gomes, Filipa Cardoso e Beto. |                                   |
| 2006         | Já Viram Isto?!…                  | Maria João Abreu, José Raposo, Octávio Matos, Fátima Severino, Alice Pires, Paulo Vasco, Paula Sá, Melânia Gomes, Filipa Cardoso e Bruno Mendes. |                                   |
| 2007         | HIP-HOP'ARQUE                     | Marina Mota, Carlos Cunha, João Baião, Ana Brito e Cunha, Rui de Sá, Paulo Vasco, Melânia Gomes, Marisa Carvalho, Sara Brás e Cristina Aurélio. |                                   |
| 2008         | Piratada à Portuguesa             | Marina Mota, Carlos Cunha, Vera Mónica, Telmo Miranda, Paulo Vasco, Mário Redondo, Melânia Gomes, Sara Brás, Marisa Carvalho, Flávio Gil e Cristina Aurélio. |                                   |
| 2009         | Agarra Que É Honesto!             | Vera Mónica, Heitor Lourenço, Paulo Vasco, Melânia Gomes, Carlos Queiroz, Cristina Aurélio, Bruno Mateus, Vanessa Silva, Joana Alvarenga, Mara Prates e José Nunes. |                                   |
| 2010         | Vai de Em@il a Pior!…             | Florbela Queiroz, Paulo Vasco, Carlos Queiroz, Vanessa Silva, Joana Baeta, Cristina Aurélio, David Ventura, Raquel Lourenço, João Duarte Costa e Élia Gonzalez. |                                   |
| 2011         | Ora Vira $ Troika o Passos!…      | Florbela Queiroz, Paulo Vasco, Carlos Queiroz, Sofia Arruda, Ana Marta, David Ventura, João Duarte Costa, Élia Gonzalez e Érika Mota. |                                   |
| 2012         | Humor Com Humor se Paga!          | Paulo Vasco, Melânia Gomes, David Ventura, Ana Marta, Flávio Gil, Élia Gonzalez, Mafalda Teixeira, Henrique de Carvalho, Ana Sofia Gonçalves e Diogo Costa. |                                   |
| 2013         | Lisboa, Amor Perfeito             | Carlos Cunha, Vera Mónica (substituição), Paulo Vasco, Filipa Cardoso, Élia Gonzalez, Flávio Gil, Ana Sofia Gonçalves, Nuno Pires, Érika Mota e Diogo Costa. |                                   |
| 2014         | Tudo Isto é Fardo…                | Vera Mónica, Fátima Severino (substituição), Paulo Vasco, Vanessa Alves (atração fado), Flávio Gil, Élia Gonzalez, Sara Inês, Nuno Pires, Diogo Costa e Filipa Godinho. |                                   |
| 2015         | Revista Quer… É Parque Mayer!     | Mariema, Paulo Vasco, Alice Pires, Flávio Gil, Filipa Godinho, Rúben Dias, Maria Giestas, Pedro Silva e Patrícia Teixeira. |                                   |
| 2016         | Parque à Vista                    | Paulo Vasco, Adelaide Ferreira, Miguel Dias (substituição), Flávio Gil, Filipa Godinho, Diogo Martins, Maria Giestas, Pedro Silva e Patrícia Teixeira. |                                   |
| 2017         | Portugal em Revista               | Paulo Vasco, Susana Cacela, Flávio Gil, Miguel Dias, Rosa Villa, Patrícia Teixeira, Pedro Silva e Salomé Moedas. |                                   |
| 2018         | Parque Mania                      | Paulo Vasco, Susana Cacela, Flávio Gil, Miguel Dias, Rosa Villa, Elsa Casanova, Patrícia Teixeira e Pedro Silva. |                                   |
| 2019         | Pare, Escute... e Ria!            | Paula Sá, Flávio Gil, Sara Barradas, Fátima Severino, Miguel Dias, Elsa Casanova e Pedro Silva. |                                   |
| 2020         | Pare, Escute... e Ria! (renovada) | Paula Sá, Paulo Vasco, Fátima Severino, Miguel Dias, Cátia Garcia, Pedro Silva e Carla Janeiro. |                                   |
| 2021         | Vamos ao Parque                   | Dora, Miguel Dias, Paulo Vasco, Ana Lopes Gomes, Pedro Silva, Rita Raposo, André Leitão e Cidália Moreira |                                   |